# Maria Angela Ardinghelli
Maria Angela Ardinghelli (Nápoles, 28 de mayo de 1728 – Nápoles, 17 de febrero de 1825) fue una traductora italiana, matemática, física y noble, mayoritariamente conocida como la traductora al italiano de los trabajos de Stephen Hales, un fisiólogo newtoniano. Tradujo dos de sus trabajos: Haemastaticks y Vegetable Staticks. A pesar de la invisibilidad histórica de Ardinghelli, consiguió seguir siendo relevante sin ser rechazada, evitando el aislamiento social o la burla al compartir sus obras con un público específico.

## Biografía
Maria Angela Ardinghelli nació en Nápoles (reino de Nápoles) dentro de una familia noble de origen florentino. Perdió a su hermano durante su niñez, Maria Angela pasó a ser hija única. Su padre se ocupó de su educación y a los catorce años hablaba fluidamente en latín. Estudió filosofía, ciencias físicas y matemáticas con el físico y matemático Pietro Della Torre y Vito Caravelli. También estudió inglés y francés.
Ardinghelli no era ni una aristócrata ni formaba parte de la ascendente clase media. Su familia era de Florencia, descrita como “una de las más distinguidas y antiguas de Italia”, en el siglo XVI. Cuando la familia Medici ascendió al poder en la Toscana la familia Ardinghelli se trasladó de la Toscana a Nápoles.
Tal y como era obligatorio para las mujeres aristocráticas de aquel tiempo, Maria Angela fue una poeta culta y conocedora del latín, así como experta en física matemática. Perteneció al círculo del príncipe de Tarsia, fundado en 1747, el cual, en los círculos intelectuales en Nápoles, se relacionó con Newton, la electricidad y la física experimental. La biblioteca y el laboratorio de Tarsia fueron de mucha utilidad para ella.
Ardinghelli nunca quiso marchar de Nápoles. Dejó claro que nunca dejaría su familia, rehusando el matrimonio con el arquitecto francés Julien Leroy y la posibilidad de encargarse de la tutoría científica de las princesas reales en Versalles. Se quedó en Nápoles donde hospedó muchas conversazioni como puntos de encuentro para viajeros naturalistas, con correspondencia con la Academia Francesa de las Ciencias.
Maria Angela Ardinghelli actuó como una corresponsal informal para la Academia Francesa de las Ciencias. Conectó las comunidades científicas de Nápoles y Francia. Cuando Maria Angela logró la cúspide de su popularidad ingenió estrategias para mantener su anonimato, y lo consiguió. A pesar de su histórica invisibilidad, Ardinghelli escogió selectivamente los trabajos que quiso hacer visibles a las audiencias específicas para protegerse del aislamiento social.

### Ardinghelli y Nollet
Como corresponsal y miembro de la Academia Francesa de las Ciencias,  Maria Angela fue catapultada a la fama por Jean-Antoine Nollet (conocido como Abbé Nollet). Nollet conoció a Ardinghelli en 1749 en las conversazioni, alojadas por ella misma en Nápoles durante su viaje a través de Italia. Nollet, una aclamada celebridad, publicó un volumen sobre electricidad en el que defendía sus teorías en contra de las de Benjamin Franklin. Nollet escribió nueve cartas a nueve sabios distinguidos en el campo de la física. La primera carta fue a Ardinghelli. En la carta escribe sobre su traducción del Haemastaticks  de Hales y escribe: “una joven señora muy virtuosa, que en poco tiempo ha hecho mucho progreso en el campo de la física.” Esta declaración pública de su aprecio hizo que Ardinghelli se diera a conocer.